# Bad Temper Joe
Bad Temper Joe [bæd ˈtɛmpə ˈʤəʊ] (* in Bielefeld) ist ein deutscher Singer-Songwriter. Bei der International Blues Challenge 2020 in Memphis, Tennessee, stand er im Finale. Er gewann 2022 die 12. German Blues Challenge. 2016 gewann er den Singer/Songwriterslam in Osnabrück. Seit 2014 veröffentlicht er auf dem Osnabrücker Label Timezone.

## Programm und Songs
Bad Temper Joe ist Sänger und spielt vorwiegend Slide-Gitarre, außerdem Mundharmonika und E-Gitarre. Seine Musik schöpft aus dem Blues, daneben aus musikalischen Traditionen wie Country und Rock. Als seinen ersten Einfluss nennt er B.B. King.
Bad Temper Joe tritt vor allem in Deutschland auf. Im Bielefelder Westfalen-Blatt wurde er als einer der „wichtigsten deutschen Vertreter“ des Blues beschrieben. Im Magazin Akustik Gitarre wird er als „eine[r] der aktuell wichtigsten Blues-Persönlichkeiten“ benannt und er stehe „fest in der Blues-Tradition und ist doch ein Musiker des 21. Jahrhunderts“. Seine EP The Memphis Tapes wurde 2020 für den Preis der deutschen Schallplattenkritik nominiert. Im Jahr 2021 absolvierte er mehrere Livestreams, unter anderem in Hamburg, Darmstadt und Bünde. Sein Album Glitter & Blues, das am 25. November 2022 erschien, bezeichnet die Neue Westfälische als „sein Meisterstück“. Im Frühjahr 2024 veröffentlichte Bad Temper Joe zusammen mit Michael van Merwyk das Album Songs’N’Slide, das nur auf Vinyl herauskam. Ausnahme sind zwei Songs, die auch auf den üblichen Streamingplattformen verfügbar sind. 2024 erschien die Solo-Akustik-EP At the Villa, die drei bisher unveröffentlichte Lieder enthält. Die gesamte EP wurde auch als Performance-Film veröffentlicht. Es folgte im Juni 2025 sein Album The Acoustic Blues Guitar Revue, das neben neun bekannten Bluessongs auch eine neue Version seines Lieder If Tears Were Diamonds beinhaltet. Dennoch sei das Album „kein Tribute und kein Versuch, ein musikalisches Denkmal zu bauen. Es ist ein Album für das Hier und Jetzt.“ Zur Single-Auskopplung Poor Black Mattie wurde eine Musikvideo veröffentlicht, in dem Bad Temper Joes Spiel auf der Weissenborn Lap Steel zu sehen ist. Im Frühjahr 2025 wurde er erneut für den German Blues Award in der Kategorie Solo/Duo nominiert.

## Diskografie

### Studioalben
- 2014: Sometimes a Sinner
- 2015: Tough Ain't Easy
- 2016: Double Trouble
- 2017: Solitary Mind
- 2017: Bad Temper Joe and His Band
- 2019: The Maddest of Them All
- 2021: One Can Wreck It All
- 2022: Glitter & Blues
- 2025: The Acoustic Blues Guitar Revue

### Livealben
- 2014: Man for the Road
- 2018: Ain't Worth a Damn
- 2021: No Filter (One Take Radio Recordings)

### EPs
- 2016: Double Trouble EP (nur digital)
- 2020: The Memphis Tapes (nur auf 12"-Vinyl)
- 2024: At the Villa

### Singles
- 2019: Our Love (For Livia) (nur digital)
- 2019: Races to Run (nur digital)
- 2021: I’ll Never Get Well No More (nur digital)
- 2021: The Night Johnny Cash Quit Doing Pills (nur digital)
- 2021: Fallin’ Bird Blues (One Take Radio Recording) (nur digital)
- 2022: Boots of Spanish Leather b/w From a Buick 6 (nur digital)
- 2022: Cold Feet (nur digital)
- 2022: Two Trains (Runnin’ Different Ways) (nur digital)
- 2022: Christmas in Your Arms (nur digital)
- 2023: Girl Between Boxes b/w The Paperback Writer (nur digital)
- 2024: When the Highway’s Done Its Run (nur digital)
- 2025: If Tears Were Diamonds (nur digital)
- 2025: Poor Black Mattie (nur digital)
- 2025: Big River (nur digital)

### Kollaborationen
Alben
- 2019: Haunt (gemeinsam mit Fernant Zeste)
- 2024: Songs’N’Slide (gemeinsam mit Michael van Merwyk)

Singles
- 2019: Battle Cry Blues (gemeinsam mit Fernant Zeste, nur digital)
- 2019: Nova (Nothing to Say) (gemeinsam mit Fernant Zeste, nur digital)
- 2024: Bad Bad Blues (gemeinsam mit Michael van Merwyk)
- 2024: Flyin’ (gemeinsam mit Michael van Merwyk)

### Als Gast
Alben
- 2018: Folding Cranes (Moe)
- 2020: The Wheelchair Blues Project: Let’s Roll (verschiedene Interpreten)
- 2021: Get up And Walk! (Greyhound George)

Singles
- 2023: Long Haired Country Boy (gemeinsam mit Jhett Black)
- 2023: Still Lucky, Somehow (gemeinsam mit Chris Kramer)
- 2023: Paid My Dues (gemeinsam mit Chris Kramer)
- 2023: Black Is the Color (gemeinsam mit Chris Kramer)
- 2023: Been a While Since We’ve Talked (gemeinsam mit Chris Kramer)
- 2023: Trouble in Mind (gemeinsam mit Chris Kramer)
- 2023: Yukon Breeze (gemeinsam mit Chris Kramer)

## Auszeichnungen und Nominierungen
- 2016: Gewinner Singer/Songwriterslam Osnabrück
- 2019: German Blues Awards: Nominierung in der Kategorie „Tonträger“ (Ain't Worth a Damn)
- 2019: German Blues Challenge: Bester Solokünstler
- 2020: International Blues Challenge: Finalist in der Kategorie „Solo/Duo“
- 2020: Nominierung für den Preis der deutschen Schallplattenkritik (The Memphis Tapes)
- 2021: German Blues Awards: Nominierung in den Kategorien „Tonträger“ (The Memphis Tapes) und „Solo/Duo“
- 2021: German Blues Challenge: Nominierung in der Kategorie „Solo/Duo“
- 2022: German Blues Challenge: Gewinner in der Kategorie „Band“
- 2025: German Blues Awards: Nominierung in der Kategorie „Solo/Duo“